# Celaru
Celaru – wieś w Rumunii, w okręgu Dolj, w gminie Celaru. W 2011 roku liczyła 1780 mieszkańców.